# San Venanzo
San Venanzo ist eine italienische Gemeinde mit 2161 Einwohnern (Stand 31. Dezember 2023) in der Provinz Terni in der Region Umbrien.

## Geografie

Lage der Gemeinde in der Provinz Terni

Die Gemeinde erstreckt sich über rund 169 km². Sie liegt etwa 30 km südwestlich von Perugia und rund 45 km nordwestlich von Terni. Sie ist Teil der Comunità montana Monte Peglia e Selva di Meana und liegt am Fuß des Berges Monte Peglia in der klimatischen Einordnung italienischer Gemeinden in der Zone E, 2211 GG.
Zu den Ortsteilen gehören Civitella dei Conti, Collelungo, Ospedaletto, Poggio Aquilone, Pornello, Ripalvella, Rotecastello, San Marino und San Vito in Monte.
Die Nachbargemeinden sind Ficulle, Fratta Todina (PG), Marsciano  (PG), Monte Castello di Vibio (PG), Montegabbione, Orvieto, Parrano, Piegaro (PG) und Todi (PG).

## Geschichte
Erstmals besiedelt wurde das Gebiet in der Altsteinzeit. Die einzigen Artefakte sind dabei nicht näher datierbar. Es handelt sich dabei um Funde am Monte Peglia, nämlich um zwei Chopper und vier Flintartefakte, allerdings nicht mehr in stratigraphischer Position. Damit sind sie nur sehr grob in das Mittelpleistozän datierbar. 
Später waren frühe Bauern in der Region, die als Neolithiker bezeichnet werden, später die Etrusker. dann die Römer. Die Gründung des Ortes erfolgte in der Zeit der Byzantiner im 8. Jahrhundert. 1290 fiel der Ort unter die Herrschaft von Orvieto, die durch die Familie der Monaldeschi vertreten wurde. Später ging San Venanzo an die Familie Faina über, die im 16. Jahrhundert die Villa Faina errichten ließ, das heutige Rathaus. 1929 wurde der Ort eigenständige Gemeinde in der neu errichteten Provinz Terni. Von 1861 bis 1951 erlebte der Ort einen Bevölkerungszuwachs von etwa 3400 Einwohnern auf rund 5200 Einwohner, 20 Jahre später hatte sich die Bevölkerungszahl dann beinahe halbiert.

## Sehenswürdigkeiten
- Castel del Poggio de l’Aquilone, eine ca. im 13. Jahrhundert errichtete Burg der Grafen von Marsciano im Ortsteil Poggio Aquilone.
- Castello di Civitella dei Conti, Burg der Fodivoli im Ortsteil Civitella dei Conti aus dem 14. Jahrhundert.
- Castello di Collelungo, die 1294 von den Monaldeschi errichtete Burg im Ortsteil Collelungo.
- Chiesa della Madonna Liberatrice, eine Kirche mit Werken aus der Schule des Perugino.
- Chiesa di San Venanzio, die Hauptkirche im Hauptort.
- Fortezza bzw. Castello im Ortsteil Rotecastello, eine im 12. Jahrhundert errichtete Burg.
- San Vito in Monte, die Burgruine der Bischöfe von Orvieto. Sie fiel 1240 und 1505 den örtlichen Kriegen zum Opfer.

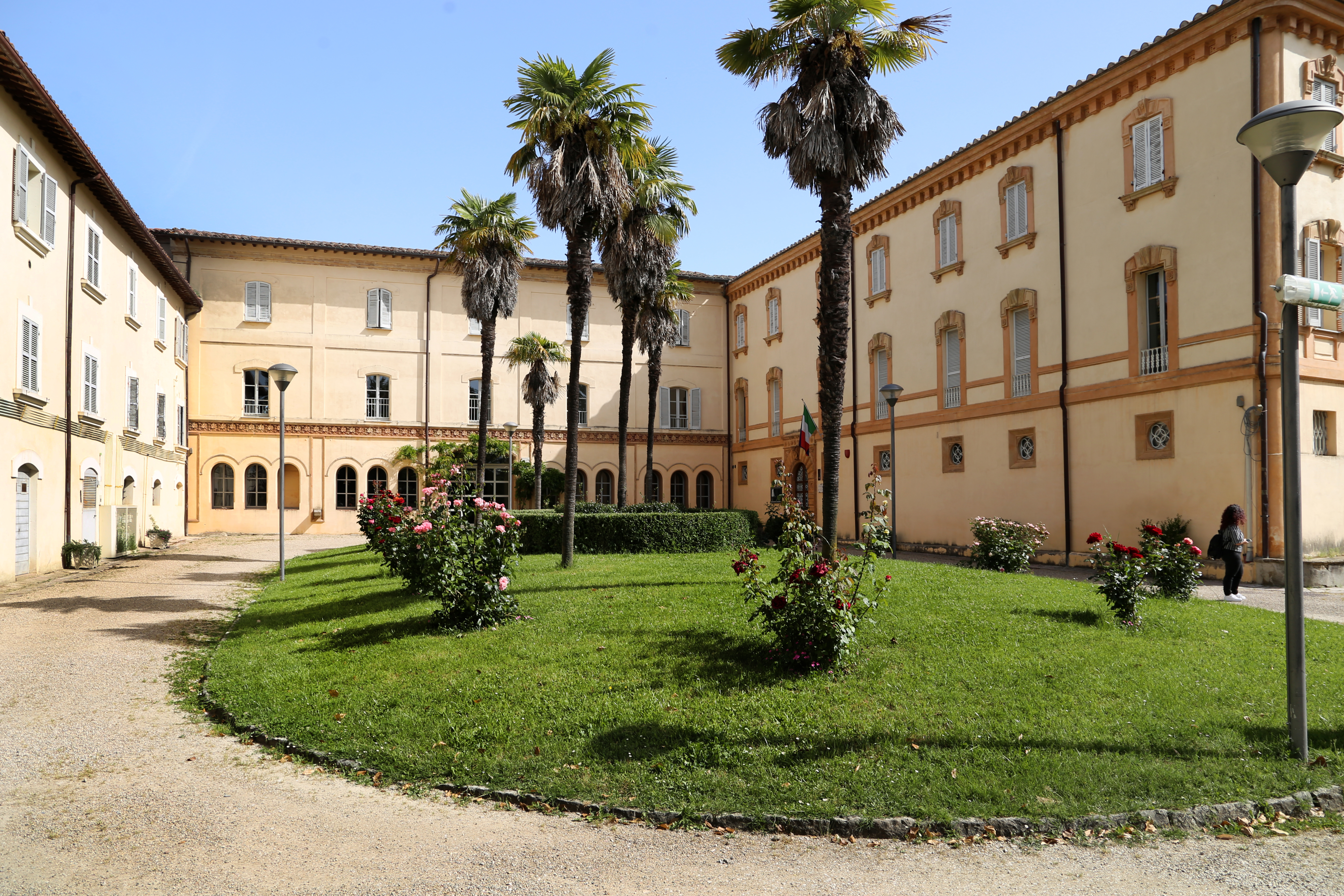
Rathaus
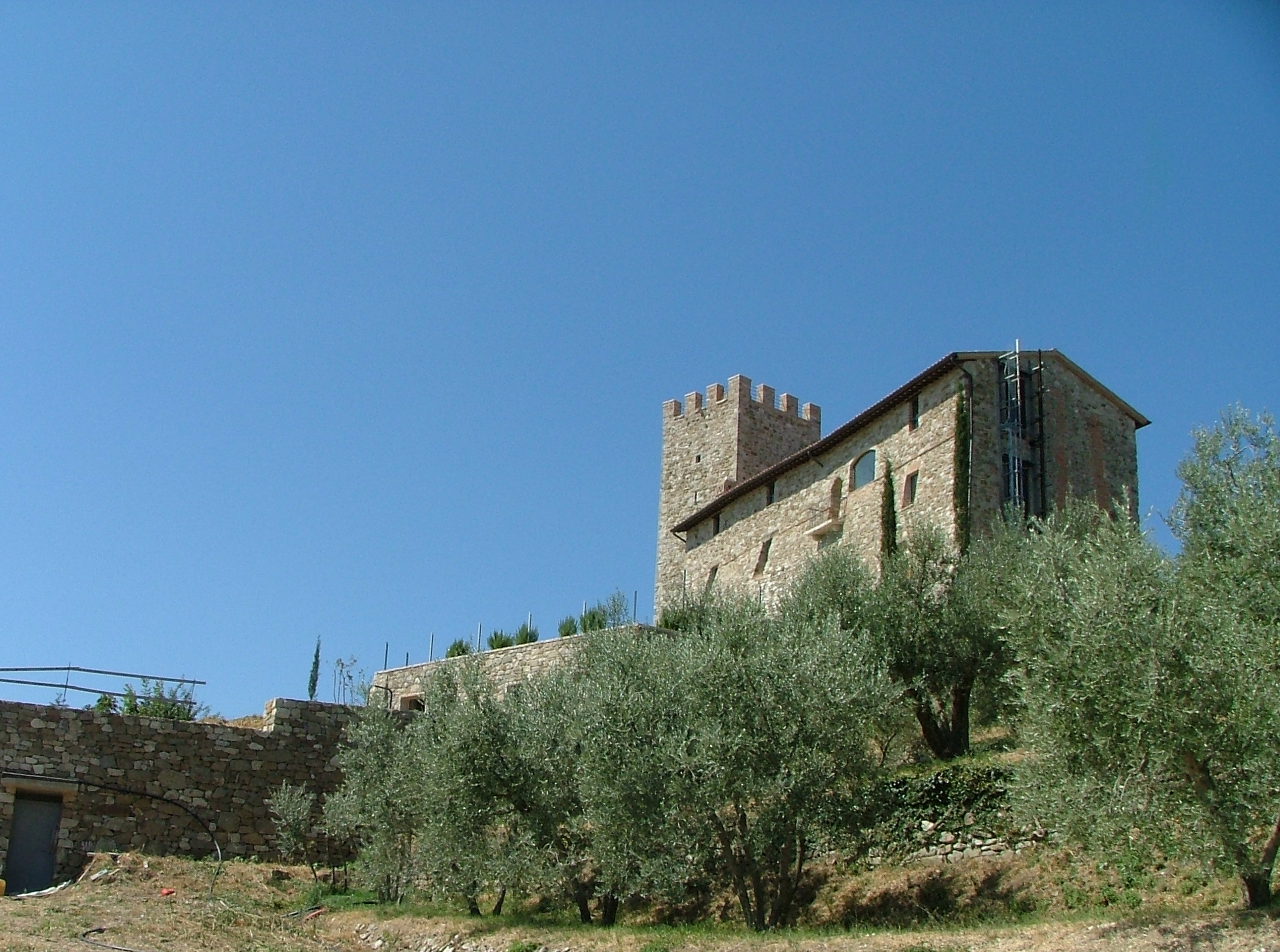
Castello di Civitella dei Conti
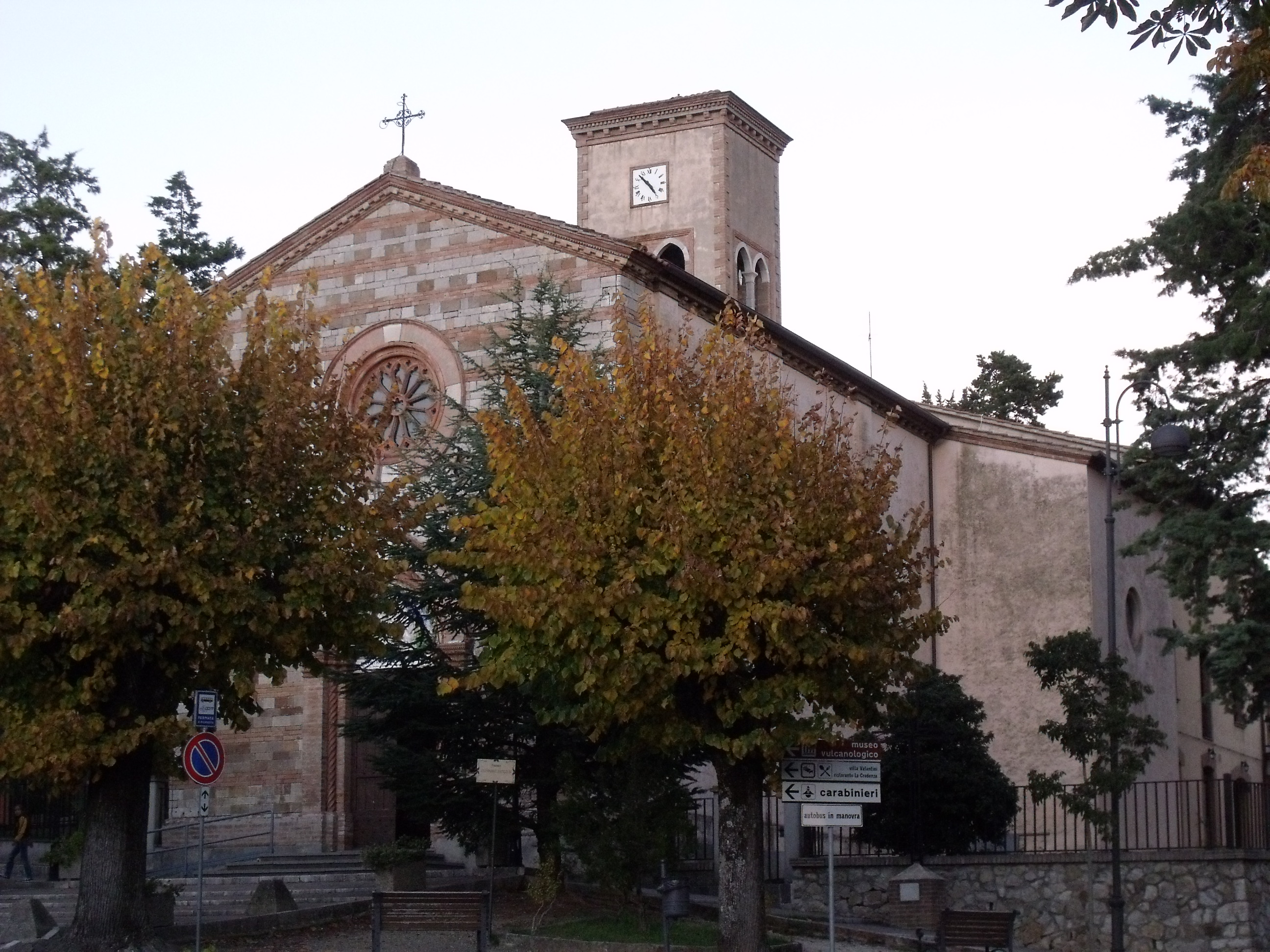
Chiesa di San Venanzio
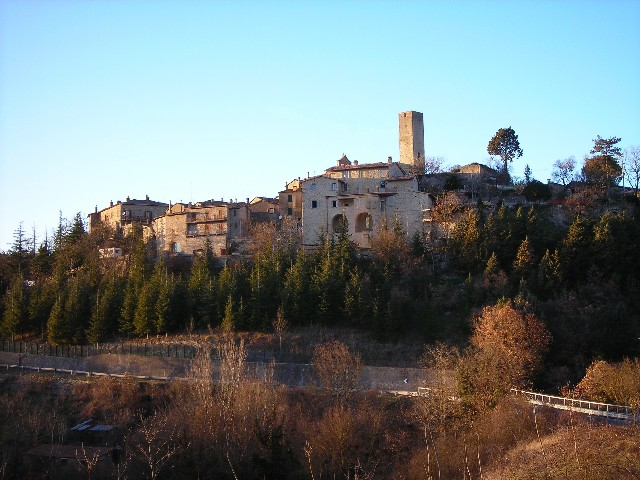
Panorama von Rotecastello
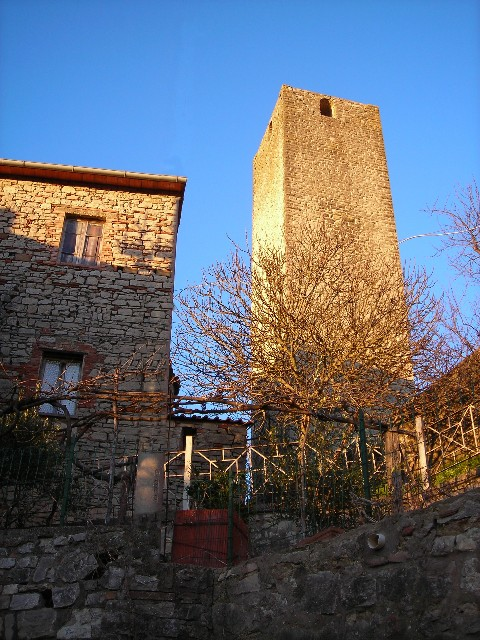
Burgturm von Rotecastello
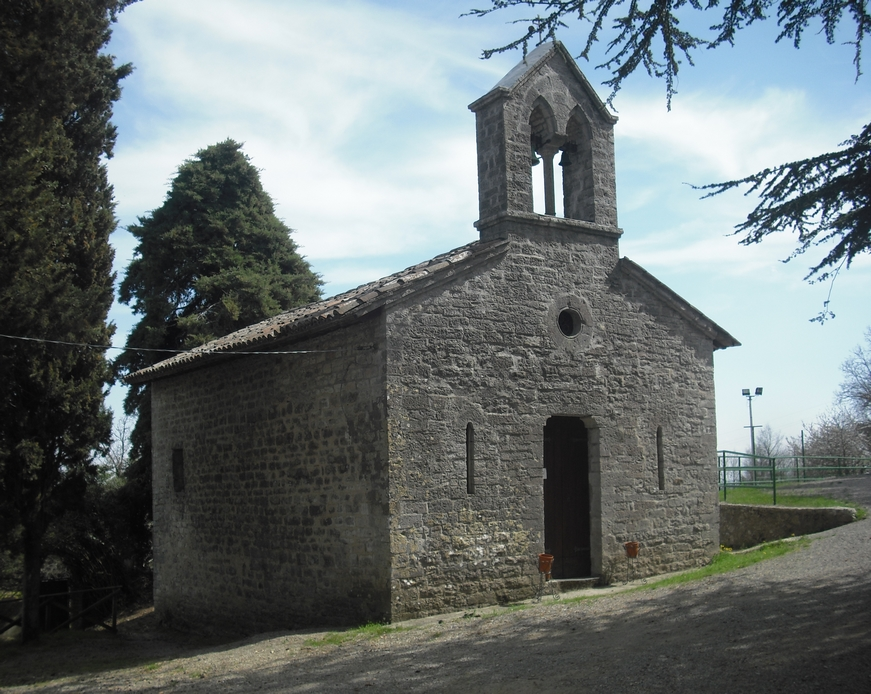
Chiesa di Santa Caterina in Ospedaletto